# Vanikoro

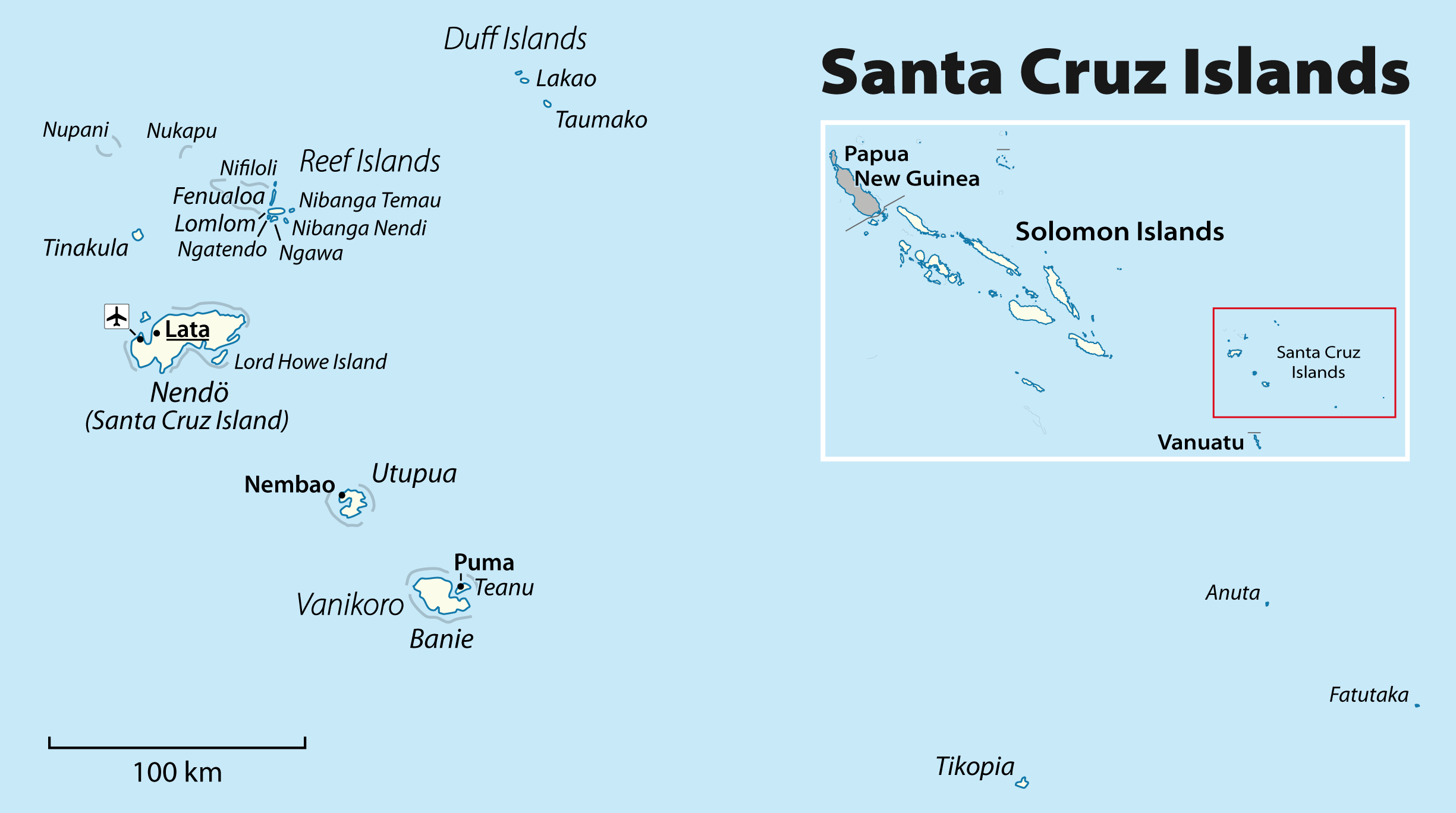
översiktskarta

Vanikoro (engelska Vanikoro island eller Vanikolo) är en ö i Santa Cruzöarna som tillhör Salomonöarna i västra Stilla havet.

## Geografi
Vanikoro-ön är en del av Temotuprovinsen längst söderut i Salomonöarna och ligger sydöst om Santa Cruzöarna.
Ön är av vulkaniskt ursprung, har en area om ca 173 km² och är egentligen delad på huvudön Banie och den mycket nära belägna ön Tevai (även Teanu). Vanikoro omges av ett korallrev och innanför detta ligger även småöarna Manieve, Nanunga, Nomianu och Te'Anu.
Vanikoro har ca 800 invånare och högsta höjden är Mount Mbagne / Banie på ca 925 m ö.h.

## Historia
Santa Cruzöarna upptäcktes av spanske kapten Alvaro de Mendaña den 18 april 1595 som även avled året efter på ön Nendo.
1788 förliste den franske sjöfararen Jean-François de La Pérouse fartyg "Astrolabe" under dennes världsomsegling troligen utanför ön. Delar av vraket hittades här 1828 av Jules Dumont d'Urville under hans världsomsegling.
Vanikoro omnämns i kapitel 18 av Jules Vernes bok Vingt mille lieues sous les mers (En världsomsegling under havet).